# Leichtathletik-Weltmeisterschaften 2009/Teilnehmer (Griechenland)
| Gelbes Symbol für Goldmedaillen mit stilisierten Olympischen Ringen | Graues Symbol für Silbermedaillen mit stilisierten Olympischen Ringen | Braundes Symbol für Bronzemedaillen mit stilisierten Olympischen Ringen |
| ------------------------------------------------------------------- | --------------------------------------------------------------------- | ----------------------------------------------------------------------- |
| —                                                                   | —                                                                     | —                                                                       |

Der griechische Leichtathletik-Verband stellte 21 Athleten bei den Leichtathletik-Weltmeisterschaften 2009 in Berlin.

## Ergebnisse

### Männer

#### Laufdisziplinen
| Athlet                    | Disziplin    | Vorlauf    | Vorlauf | Halbfinale | Halbfinale | Finale     | Finale |
| Athlet                    | Disziplin    | Zeit       | Platz   | Zeit       | Platz      | Zeit       | Platz  |
| ------------------------- | ------------ | ---------- | ------- | ---------- | ---------- | ---------- | ------ |
| Periklis Iakovakis        | 400 m Hürden | 49,12 s SB | 7       | 48,73 s SB | 7          | 48,42 s SB | 5      |
| Konstadinos Stefanopoulos | 50 km Gehen  |            |         |            |            | DNF        | DNF    |

#### Sprung/Wurf
| Athlet                   | Disziplin      | Qualifikation | Qualifikation | Finale             | Finale             |
| Athlet                   | Disziplin      | Weite/Höhe    | Platz         | Weite/Höhe         | Platz              |
| ------------------------ | -------------- | ------------- | ------------- | ------------------ | ------------------ |
| Konstandinos Baniotis    | Hochsprung     | 2,24 m        | 16            | nicht qualifiziert | nicht qualifiziert |
| Konstandinos Filippidis  | Stabhochsprung | 5,55 m        | 15            | nicht qualifiziert | nicht qualifiziert |
| Louis Tsatoumas          | Weitsprung     | 8,01 m        | 12            | 7,59 m             | 11                 |
| Dimitris Tsiamis         | Dreisprung     | 16,23 m       | 33            | nicht qualifiziert | nicht qualifiziert |
| Alexandros Papadimitriou | Hammerwurf     | 72,02 m       | 23            | nicht qualifiziert | nicht qualifiziert |

### Frauen

#### Laufdisziplinen
| Athletin                | Disziplin        | Vorlauf        | Vorlauf | Halbfinale         | Halbfinale         | Finale             | Finale             |
| Athletin                | Disziplin        | Zeit           | Platz   | Zeit               | Platz              | Zeit               | Platz              |
| ----------------------- | ---------------- | -------------- | ------- | ------------------ | ------------------ | ------------------ | ------------------ |
| Eleni Filandra          | 800 m            | 2:06,39 min    | 33      | nicht qualifiziert | nicht qualifiziert | nicht qualifiziert | nicht qualifiziert |
| Eirini Kokkinariou      | 3000 m Hindernis | 9:35,61 min SB | 19      |                    |                    | nicht qualifiziert | nicht qualifiziert |
| Georgia Abatzidou       | Marathon         |                |         |                    |                    | DNF                | DNF                |
| Magdalini Gazea         | Marathon         |                |         |                    |                    | DSQ                | DSQ                |
| Maria Hatzipanagiotidou | 20 km Gehen      |                |         |                    |                    | DSQ                | DSQ                |
| Evangelia Xinou         | 20 km Gehen      |                |         |                    |                    | 1:35:56 h          | 21                 |

#### Sprung/Wurf
| Athletin               | Disziplin      | Qualifikation | Qualifikation | Finale             | Finale             |
| Athletin               | Disziplin      | Weite/Höhe    | Platz         | Weite/Höhe         | Platz              |
| ---------------------- | -------------- | ------------- | ------------- | ------------------ | ------------------ |
| Antonia Stergiou       | Hochsprung     | 1,92 m SB     | 13            | nicht qualifiziert | nicht qualifiziert |
| Nikoleta Kyriakopoulou | Stabhochsprung | 4,40 m        | 19            | nicht qualifiziert | nicht qualifiziert |
| Paraskevi Papachristou | Dreisprung     | 13,58 m       | 29            | nicht qualifiziert | nicht qualifiziert |
| Athanasia Perra        | Dreisprung     | 13,69 m       | 25            | nicht qualifiziert | nicht qualifiziert |
| Stiliani Papadopoulou  | Hammerwurf     | 67,33 m       | 21            | nicht qualifiziert | nicht qualifiziert |
| Alexandra Papageorgiou | Hammerwurf     | 66,33 m       | 28            | nicht qualifiziert | nicht qualifiziert |
| Savva Lika             | Speerwurf      | 59,64 m       | 10            | 60,29 m            | 8                  |

#### Siebenkampf
| Athletin        | Disziplin | 100 m Hürden | Hochsprung | Kugelstoßen | 200 m   | Weitsprung | Speerwurf | 800 m       | Punkte | Platz |
| --------------- | --------- | ------------ | ---------- | ----------- | ------- | ---------- | --------- | ----------- | ------ | ----- |
| Argyro Strataki | Ergebnis  | 14,17 s      | 1,71 m     | 12,93 m     | 25,93 s | 5,87 m     | 42,87 m   | 2:16,72 min | 5748   | 19    |
| Argyro Strataki | Punkte    | 954          | 867        | 723         | 803     | 810        | 722       | 869         | 5748   | 19    |